# سود للطيران
سود افياسيون (Sud-Aviation) هو صانع طائرات فرنسي انشئ في مارس 1957 بعد دمج شركتي صناعات الطيران الجنوبي في فرنسا.
اندمجت سود افياسيون مع نور افياسيون وشركة دراسة وإنتاج المحركات البالستيسة لتكوين ايروسباسيال، في 1970. ادمجت ايروسباسيال فيما بعد في مجموعة إي أي دي أس في 2000.

## المنتجات
- سود أفياسيون كارافيل